# Hiroshi Tagami
Hiroshi Tagami (田上 ひろし, Tagami Hiroshi), né le 26 février 1957 dans la préfecture de Tokushima, est un acteur japonais. Il a principalement joué dans des séries télévisées, mais également dans quelques films.

## Filmographie

### Séries télévisées
- Jōdan street (ja) (冗談ストリート?)
- Rikon bengoshi II ~Handsome man~ (ja) (離婚弁護士II〜ハンサムウーマン〜?)
- Romance (ロマンス?) (NHK)
- Kogoeru kiba (ja) (凍える牙?)
- Switch o osutoki (ja) (スイッチを押すとき?)
- Okashina keiji (ja) (おかしな刑事?)
- Hisho no kagami (ja) (秘書のカガミ?)
- Yasuko to Kenji (ja) (ヤスコとケンジ?)
- Kodoku no gurume (孤独のグルメ?)
- Muruho no onna ~Hoken honzai chōsain~ (ja) (マルホの女〜保険犯罪調査員〜?)
- Gokuaku ganbo (ja) (極悪がんぼ?)

### Cinéma
- 1994 : Izakaya yurei (居酒屋ゆうれい?)
- 2010 : Anywhere in the World (世界のどこにでもある、場所, Sekai no dokonidemo aru, basho?)
- 2014 : Suguru hi no yamaneko (ja) (過ぐる日のやまねこ?)